# 13404 Норріс
13404 Норріс (13404 Norris) — астероїд головного поясу, відкритий 9 вересня 1999 року.
Тіссеранів параметр щодо Юпітера — 3,587.